# Dirk Hasert
Dirk Hasert (* 14. August 1969; † wahrscheinlich 13. Dezember 1995, 2006 offiziell für tot erklärt) war ein deutscher Rucksacktourist und Student aus Erfurt, der 1995 mit anderen Touristen in der indischen Region Kaschmir entführt wurde.

## Leben
Dirk Hasert besuchte das Salza-Gymnasium in Bad Langensalza. Anschließend studierte er Sozialpädagogik an der Fachhochschule Erfurt.

## Entführung
Der damals 25 Jahre alte Dirk Hasert wanderte als Rucksacktourist gemeinsam mit seiner damals 20-jährigen Freundin durch die Kaschmir-Region im Nordwesten Indiens an der Grenze zu Pakistan. Am 8. Juli 1995 wurde er in der Krisenregion Kaschmir zusammen mit den Briten Keith Magan und Paul Wells, den Amerikanern Donald Hutchings und John Childs sowie dem Norweger Hans Christian Ostrø von der muslimischen Separatistengruppe Al Faran gekidnappt, die von Indien den pakistanischen Islamisten Masood Azhar und 20 inhaftierte Gesinnungsgenossen freipressen wollte. Die Gruppe drohte damit, die Geiseln zu ermorden.
Seine Geschwister Bernd und Birgit Hasert reisten 1996 nach Kaschmir, um aus erster Hand Informationen über das Schicksal ihres Bruders in Erfahrung zu bringen. Während der Entführung schickten die Geiselnehmer verschiedene Lebenszeichen, ein Foto und ein Tonband. Am 12. Juli 1995 gelang dem Amerikaner John Childs nach vier Tagen die Flucht. Der Norweger Hans Christian Ostrø wurde von den Entführern geköpft. Seine Leiche wurde am 13. August 1995 in der Nähe von Pahalgam gefunden. Nach Genanalysen wurde im Januar 2000 die zwei Jahre zuvor gefundene Leiche  als  die des Briten Paul Wells  identifiziert.
Der Verbleib von Dirk Hasert ist bis heute unbekannt. Seit dem 26. November 1995 hatte die Bundesregierung keinen Kontakt mehr zu den Geiseln. Trotz Bemühungen und trotz intensiver Suche in der Kaschmir-Region fehlt von den restlichen drei Geiseln jede Spur. Grabungen blieben erfolglos und die Leichen wurden bis dato nie gefunden.
Nachdem der Kontakt zwischen den indischen Behörden und den Entführern im Dezember 1995 abbrach, ging man davon aus, dass Dirk Hasert mit anderen verbliebenen Geiseln getötet wurde. Als Datum für die Ermordung der Geiseln wurde der 13. Dezember 1995 genannt. Das Auswärtige Amt legte den Fall 2000 zu den Akten. Von der indischen Regierung ist Dirk Hasert am 28. Januar 2003 für tot erklärt worden. Nach deutschem Recht wurde er am 13. April 2006 vom Amtsgericht Erfurt für tot erklärt.